# Родигін Костянтин Михайлович
Костянти́н Миха́йлович Родигін (нар. 30 жовтня 1988 р. у м. Горлівка Донецької області) — український вчений, викладач. Кандидат філософських наук (2016).
Наукові зацікавленості: історія алхімії, дослідження медіа, теоретичні і практичні аспекти фотографії. Інша сфера діяльності: Фотограф і фотохудожник.

## Життєпис
Народився 30 жовтня 1988 р. у м. Горлівка Донецької області. Закінчив хімічний факультет Донецького національного університету (нині — Донецький національний університет імені Василя Стуса) у 2010 р. і аспірантуру кафедри філософії того самого університету у 2013 р.
У 2014 р. живе і працює у Вінниці, куди переміщено ДонНУ з Донецька у зв'язку з бойовими діями на сході України.
У 2014—2015 рр. здійснював інформаційний супровід роботи переміщеного ДонНУ у Вінниці як автор і фотокореспондент газети «Університетські вісті», пізніше як провідний фахівець пресцентру університету.
Кандидат філософських наук (2016). Захистив дисертацію у Переяслав-Хмельницькому державному педагогічному університеті імені Г. С. Сковороди (нині — Університет Григорія Сковороди в Переяславі). Тема дисертації «Феномен західної алхімії в соціально-філософському вимірі». Доцент (2023).
З 2023 р. працює на посаді доцента кафедри журналістики та соціальних комунікацій ДонНУ імені Василя Стуса. Викладає дисципліни, пов'язані з фотожурналістикою, фотографічною майстерністю, технікою і технологією фотографії, історією медіа.
Фотограф і фотохудожник. Учасник всеукраїнських та міжнародних фотоконкурсів.
Член Вінницького Народного клубу фотомистецтва «Обрій» (2015), член НСЖУ (2025).
Організатор фотовиставок у Донецькому національному університеті імені Василя Стуса, всеукраїнських студентських фотоконкурсів «Великдень — 2023», «Подих весни — 2024», «Момент — 2025», ініційованих кафедрою журналістики та соціальних комунікацій ДонНУ імені Василя Стуса у співпраці з City St.George's, University of London (Велика Британія).
Член редколегії та один із авторів університетського творчого альманаху «Nomen» (з 2019 р. і дотепер).
Малює з натури, учасник спільноти «Живі малюнки» у Вінниці.

## Творчий доробок
Автор книг:
- «Алхімія Григорія Сковороди» (у співавторстві з батьком, кандидатом хімічних наук Михайлом Родигіним, 2022 р.),
- «Поетична алхімія Джеффрі Чосера» (художній переклад і науково-популярне дослідження, перше видання 2017 р., друге видання 2024 р.). Переклав українською мовою поетичний твір Джеффрі Чосера «Оповідь Слуги каноніка» (англ. «The Canon's Yeoman's Tale»).

Автор наукових публікацій на теми філософського дослідження феномена західної алхімії, теоретичних і практичних аспектів фотографії в сучасному медіапросторі, фотофейків, фотоманіпуляцій і медіаграмотності.
У 2019 р. у співавторстві з Інною Єрмаковою видав навчальний посібник «Візуальний контент медіа як інструмент маніпуляцій в контексті інформаційно-смислової війни».

### Фотопроєкти
У травні-липні 2018 р. провів персональну фотовиставку «Контрапункт» (м. Вінниця, кав'ярня «Turman Coffee House»).
У вересні 2021 р. представив авторську фотосерію «Хребти Дикого Сходу» в межах візуальної програми фестивалю ДІЛИ Еко фест 2021 у Вінниці.
У жовтні 2021 р. представив персональний проєкт — диптих «Signa Temporis / Знамення часу» у межах візуальної програми мультидисциплінарного фестивалю сучасного мистецтва AirFest Vinnytsia 2021.
У жовтні 2022 р. представив персональні фотовиставки: «Дивина. Перший погляд» у межах еко-мистецької акції #БугБезВіз і культурологічного проєкту «Мистецькі експедиції» в ДонНУ імені Василя Стуса; «Мистецтво світла» в рамках студентського фестивалю «Жовтневі гармати» в ДонНУ імені Василя Стуса, з відкритою лекцією з історії та філософії фотографії; фотопроєкт — диптих «Signa Temporis / Знамення часу» (м. Вінниця, кав'ярня «Синій кактус»).
У квітні-травні 2023 р. провів персональну фотовиставку «Миттєвості й замальовки» (ВОМЦ «Квадрат»), у серпні-вересні того самого року — «Плин» (м. Вінниця, кав'ярня «Синій кактус»).
У жовтні 2024 р. провів фотовиставку документального фотопроєкту «Літні MEMO 90+» у межах культурологічного проєкту «Мистецькі експедиції» у культурному центрі «Рутенія» (с. Забужжя, Брацлавська ОТГ, Вінницька область).
У травні 2025 р. представив фотопроєкт в Інституті релігійних наук Св. Томи Аквінського (м. Київ).
Фільмографія:
Учасник документального фільму «Сковорода. Квіти екстазу» (2023).

### Основні праці
Феномен алхімії:
- Родигін К. М. Феномен західної алхімії в соціально-філософському вимірі: дис. … канд. філос. наук : 09.00.03 / Родигін Костянтин Михайлович; М-во освіти і науки України, Донецький національний університет. Вінниця, 2016. 249 с.
- Родигін К., Родигін М. Алхімія Григорія Сковороди. К.: Видавництво Руслана Халікова, 2022. 419 с.
- Родигін К. Поетична алхімія Джеффрі Чосера. К.: Видавництво Руслана Халікова, 2024. 182 с. (видання друге, перероблене і доповнене)
- Родигін К. Феномен алхімії Заходу в діахронному вимірі // Схід. 2013. № 1 (121). С. 137—147.
- Родигін К. М. Наукова та позанаукова іпостасі алхімічного числа й кількості // Філософія. Культура. Життя: Міжвузівський збірник наукових праць. Дніпропетровськ: ДДФА, 2013. Вип. 39. С. 95—106.
- Родигін К., Родигін М. Модуси соціокультурного буття феномена української алхімії // Донецький вісник Наукового товариства ім. Шевченка. Т. 44. Донецьк, 2017. С. 268—279.
- Родигін К., Родигін М. Terra incognita української алхімії // Донецький вісник Наукового товариства ім. Шевченка. Т. 45. Донецьк — Маріуполь — Покровськ, 2018. С. 109—122.
- Rodyhin K., Rodyhin M. Legends and Realities of Ukrainian Alchemy: The Way of Being and the Typology of the Phenomenon // Skhid. 2018. № 3(155). P. 8-13.
- Rodyhin K., Rodyhin M. Legends and Realities of Ukrainian Alchemy: The Cultural and Historical Reminiscences Doctor Faust — Pan Twardowski // Skhid. 2020. № 1(165). P. 5-11.
- Rodyhin K.M., Rodyhin M.Yu. Legends and realities of Ukrainian alchemy: the Kyiv echo of legends of «Philosophers’ dwellings» // Skhid. 2020. № 4(168). P. 39-45.
- Rodyhin K., Rodyhin M. The Tradition of Alchemical and Astrological Knowledge Within and Around Theophan Prokopovych's Library. Skhid. 2021. Vol.2 (3). P. 51-58.

Дослідження медіа:
- Родигін К. М. Феномен книги в контексті постгутенбергівської епохи та Нового Середньовіччя // Вісник Донецького національного університету. Серія філософські науки. 2016. № 1. С. 203—213.
- Родигін К. М., Єрмакова І. О. Візуальний контент медіа як інструмент маніпуляцій в контексті інформаційно-смислової війни: навч. посібник. Вінниця: ДонНУ імені Василя Стуса, 2019. 144 с.
- Родигін К., Єрмакова І. Різновиди маніпуляцій фотоконтентом медіа у контексті інформаційно-смислової війни // Вісник Львівського університету. Серія Журналістика. 2020. Випуск 47. С. 200—214.
- Родигін К. Явище фотофейків і проблема маніпуляції контекстом фотографії в інформаційно-смисловій війні // Образ. 2020. Вип.1 (33). С. 30—41.
- Родигін К. Конструювання візуального образу «українського буржуазного націоналіста» в карикатурах журналу «Перець» (1941—1991 рр.) // Образ. 2021. Вип. 1 (35). С. 101—113.
- Родигін К. М. «Українські націоналісти» в карикатурах журналу «Перець» у вимірі контекстів і персоналій (1941—1991 рр.) // Образ. 2022. № 3 (40), с. 74—83.

Публіцистика:
- Родигін К. Сова Мінерви над пороховим погребом // Донбас — арена війни / [упоряд. О. Тараненко]. Вінниця: Т. П. Барановська, 2015. С. 30—34.
- Родигін К. Світло й тіні Нового Середньовіччя 2.0 // Творчий альманах «Nomen». Вінниця: ДонНУ імені Василя Стуса, 2020. № 2. С. 20—22.
- Родигін К. Галактика Гутенберга в небезпеці? Нове Середньовіччя інформаційної доби // Творчий альманах «Nomen». Вінниця: ДонНУ імені Василя Стуса, 2021. № 3. С. 34—36.

## Нагороди та відзнаки
- Грамота Міністерства освіти і науки України (2023).
- Пам'ятна медаль «Микита Шаповал» Донецького відділення НТШ (2025).
- Диплом VI Міжнародного конкурсу репортерської фотографії LifePressPhoto 2020 (диплом НСФХУ).
- Диплом ІІ ступеня VI Міжнародного відкритого фотоконкурсу «Моя найкраща фотографія 2020» від Національної спілки фотохудожників України.
- Диплом III ступеня конкурсу української сюрреалістичної фотографії «Сфера підсвідомості 2024».